# Која Захарија
Која Захарија (италијански: Coia Zaccaria; умро пре 1442.) је био владар Дања из 15. века. Припадао је породици Захарија. 

## Биографија
Која се у изворима први пут помиње 1395. године као кастелан тврђаве Сати, феудалном поседу Константина Балшића. Сати је био део Зете којом је тада владао Ђурађ II Балшић. Балшићи су 1395. године уступили Сати и Дањ, заједно са Скадром и Дривастом Млетачкој републици. Захарија је одбио да Млечанима преда тврђаву. Он је 1396. године заузео Дањ и прогласио се за господара Сатија и Дања (dominus Sabatensis et Dagnensis). Владао је овим територијама као турски вазал. Октобра 1400. године предложио је Млечанима да симулирају битку, заједно са Димитријем Јонимом, у којој би Која и Димитрије били поражени, а Млечани заузели њихове градове, у замену за 500 дуката годишње провизије. Млечани му нису одговорили те се Која вратио Турцима. Учествовао је у бици код Ангоре 1402. године на страни султана Бајазита. Након пораза кога је Турцима нанео Тамерлан, Која је постао млетачки вазал. Подржавао је Млечане у Првом скадарском рату. Којина ћерка Боља удала се 1412. године за Балшу III. Балша је своме тасту дао Будву на управу. Којина друга ћерка већ је била удата за припадника породице Ђурашевић. Ђурашевићи су заузимали највиша места на Балшином двору. После смрти Балше и млетачког заузимања његових поседа, Боља се вратила у Дањ. Која је подржао српског деспота Стефана Лазаревића у Другом скадарском рату. Млетачки адмирал Франческо Бемба нудио је новац Који, Јовану Кастриоту и Танушу Малом да пређу на страну Млечана. Који је понуђено 200 дуката. Понуда је одбијена. Стефан и Која су убрзо дошли у сукоб те је Стефан Дубровчанима наредио да избегавају Којину земљу приликом путовања у Србију. Када је турски бег Исак освојио Дањ (1430), Која је протеран. Након гушења Албанског устанка (1432-1436), султан је поверио Леки Захарији, Којином сину, управу над Дањем. 

## Породица
Која се у дубровачким документима помиње и као Којчин или Гојчин што је навело Константина Јиречека и Николаја Јоргу да га погрешно поистовете са Гојчином Црнојевићем. Којина супруга Боша била је ћерка Леке Дукађинија, оца Тануша Великог. Родила му је троје деце: Леку Захарију, Бољу и ћерку непознатог имена удату за Ђурђа Ђурашевића Црнојевића. Која је умро пре 1442. године. Према Ћири Трухелку, Боља Захарија је била удата за Петра Војсалића, а према Алекси Ивићу за Петра I Павловића. Којина удовица Боша страдала је 19. септембра 1448. године у пожару који је захватио Скадар. 